# Schiefe Brücke (Baden)

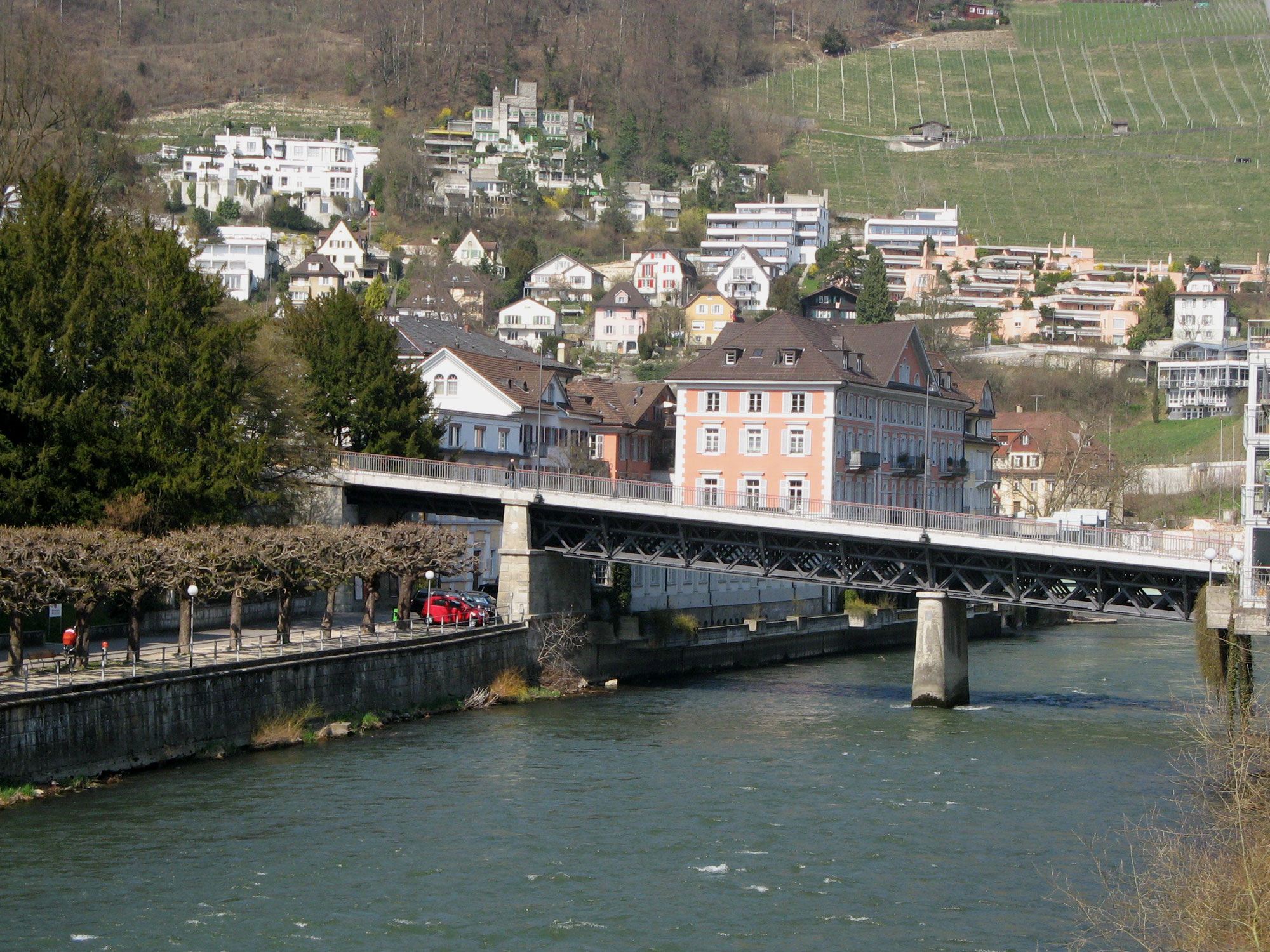
Die Schiefe Brücke von Ennetbaden aus gesehen

Die Schiefe Brücke ist eine Brücke über die Limmat in der Schweiz und verbindet Baden mit Ennetbaden. Sie wurde 1874 eröffnet und ist seit 2006 für den motorisierten Individualverkehr gesperrt. Ihren Namen erhielt sie, weil sie eine Neigung von 7,5 % aufweist, um den Höhenunterschied zwischen dem Badener und dem neun Meter tiefer gelegenen Ennetbadener Ufer auszugleichen. Die Stahlverbund-Fachwerkbrücke ist ungefähr 60 Meter lang und 10 Meter breit.

## Geschichte
Seit dem Mittelalter bestand zwischen Baden und Ennetbaden eine Fähre. Sie diente hauptsächlich dem Transport der Kurgäste zwischen den «Grossen Bädern» am linken und den «Kleinen Bädern» am rechten Ufer (siehe Thermalbäder Baden). Neben dem geringen politischen Einfluss der Ennetbadener war auch das Fehlen eines festen Flussübergangs ein Grund, der 1819 zur Gründung einer eigenständigen Gemeinde führte. 1817 wandten sich verschiedene Ennetbadener Badewirte an die Regierung des Kantons Aargau und forderten mit einer Petition den Bau einer gedeckten Holzbrücke. Der eigentlich zuständige Badener Stadtrat war erbost darüber, dass er übergangen worden war, und war lediglich dazu bereit, einen knapp 2,5 Meter breiten Fussgängersteg zu finanzieren. Dieser wurde 1818 errichtet, Nicht-Ortsbürger mussten einen Brückenzoll entrichten.
Nach fünf Jahrzehnten machten Hochwasserschäden die Erneuerung des Stegs notwendig. 1869 reichte die Versammlung der Ennetbadener Badewirte zwei Projekte ein, woraufhin die kantonale Baudirektion in Aarau Ausführungspläne und Kostenberechnungen erstellte. Die Baukosten von 110'000 Franken teilten sich der Kanton zu 40 %, die Gemeinden Baden, Ennetbaden, Obersiggenthal und Untersiggenthal zu 60 %. Die Bauarbeiten begannen 1871, gerieten aber wegen eines Hochwassers im selben Jahr ins Stocken. Erst 1874 konnte die Schiefe Brücke dem Verkehr übergeben werden. Die Mehrkosten betrugen 67'000 Franken und wurden erst 1881 beglichen.
Im Laufe der Jahrzehnte musste die Brücke mehrmals verstärkt werden, um den Anforderungen des wachsenden Verkehrsaufkommens gerecht zu werden. Gleichzeitig mit der Eröffnung der Umfahrungsstrasse durch den Goldwandtunnel in Ennetbaden wurde die Schiefe Brücke am 8. November 2006 für Autos und Lastwagen gesperrt. Seither dient sie dem Fussgänger- und Fahrradverkehr, ausserdem wird sie weiterhin von den Bussen der Regionalen Verkehrsbetriebe Baden-Wettingen befahren. Von April bis November 2008 wurde sie vollständig saniert.